# Malachai
Malachai é uma banda de rock sediada em Bristol, na Inglaterra. Eles chamavam-se inicialmente "Malakai", mas em 2010 mudaram porque descobriram o rapper americano Malaikai. Eles são compostos por Gee (vocal) e DJ Scott Hendy (música).
"Descobertos" por Geoff Barrow, Malachai lançaram uma edição limitada em disco de vinil chamado Fading World.
Fading World foi seguido por sua estréia "major" pela Island Records em Setembro de 2007. A canção foi disponibilizada para comprar digitalmente em Julho de 2007. Em 30 de Julho de 2007, o jornal The Guardian apresentou Malachai como sua nova banda do dia.
A banda foi destaque no programa de TV "Lily Allen And Friends", quando foram eleitos para tocar no show.
Eles lançaram seu álbum de estréia, Ugly Side Of Love (Domino Records), em Fevereiro de 2009. O álbum foi lançado na América do Norte e territórios em todo o mundo no início de Novembro.
A banda assinou com a Domino Recordse o álbum Ugly Side Of Love foi reeditado em Abril de 2010.
O single Snowflake foi incluído na trilha sonora do jogo FIFA 11.

## Discografia

### Singles
- "Fading World" (Abril de 2007) - Invada Records
- "EP1" (Setembro de 2007) - Island Records
- "Snowflake" (Fevereiro de 2010)

### Álbuns
- "Ugly Side Of Love" (11 de Fevereiro de 2009) - Invada Records
- "Ugly Side Of Love" (19 de Abril de 2010 reeditado) - Domino Records
- "Return To The Ugly Side" (22 de Fevereiro de 2011) - Domino Records